# Ivan Hašek
Ivan Hašek, češki nogometaš in trener, * 6. september 1963.
Za češkoslovaško reprezentanco je odigral 54 uradnih tekem in dosegel pet golov, za češko reprezentanco je odigral eno uradno tekmo.